# Juan de Castro
Juan de Castro, le cardinal d'Agrigente (né le 22 mars 1431 à Valence en Espagne, et mort à Rome le 29 septembre 1506) est un cardinal espagnol du XVe siècle et du début du XVIe siècle.

## Biographie
De Castro est clerc à Elne et est un connu du cardinal Rodrigo de Borja, le futur pape Alexandre VI.
Il est élu évêque d'Agrigente en 1479 et est nommé préfet du château Saint-Ange à Rome par le pape.
Le pape Alexandre VI le crée cardinal lors du consistoire du 19 février 1496. De 1499 à 1502, le cardinal Castro est administrateur de Schleswig (de). Il est abbé commendataire de l'abbaye de Novi Campi et de l'abbaye S. Maria de Gubino. Le cardinal de Castro participe aux deux conclaves de 1502 (élection de Pie III et de Jules II). En 1504 il est nommé évêque de Malte.